# Ronja Blöchlinger
Ronja Blöchlinger, née le 5 mai 2001 à Heiden, est une coureuse cycliste suisse, spécialiste de VTT cross-country. Elle a notamment remporté la Coupe du monde de cross-country espoirs 2023.

## Palmarès en VTT cross-country

### Championnats du monde
- Les Gets 2022
  -  Championne du monde du relais mixte
- Glasgow 2023
  -  Championne du monde du relais mixte
  -  Médaillée de bronze du cross-country espoirs

### Coupe du monde
Coupe du monde de cross-country espoirs
- 2023 : 1re du classement général, vainqueur de 1 manche

 Coupe du monde de cross-country short-track espoirs
- 2023 : 1re du classement général, vainqueur de 8 manches

### Championnats d'Europe
- Anadia 2022
  -  Championne d'Europe de cross-country short-track
- Krynica-Zdrój 2023
  -  Championne d'Europe de cross-country short-track
  -  Médaillée d'argent du cross-country espoirs

### Championnats de Suisse
- 2019
  - 2e du championnat de Suisse de cross-country juniors
- 2021
  - 2e du championnat de Suisse de cross-country espoirs
- 2022
  -  Championne de Suisse de cross-country espoirs
- 2023
  -  Championne de Suisse de cross-country espoirs
  - 2e du championnat de Suisse de cross-country short-track

## Palmarès sur route
- 2017
  -  Médaillée d'or du contre-la-montre au Festival olympique de la jeunesse européenne